# 森藤美樹
森藤 美樹（もりふじ みき、1977年1月31日 - ）は、日本の女性元総合格闘家。本名：石塚 美樹。T-BLOOD所属。埼玉県熊谷市出身。

## 来歴
2001年5月24日に行われたスマックガールのメインイベントでデビューするも、八木淳子のフロントチョークで完敗した上に、試合序盤でロープに足を引っ掛け左足の靭帯を損傷し、しばらく試合から遠ざかる。
2005年にリングに復帰、同年11月29日のスマックガール後楽園ホール大会で立分結を判定で下し初勝利、以後は白星が先行する。
2008年にスマックガールが崩壊した後はJEWELSに主戦場を移す。2010年3月19日のJEWELS 7th RINGでは成長株の杉山しずか相手にグラウンド・スタンドとも圧倒し3-0の判定勝ち。
しかし同年10月10日のJEWELS 10th RINGのメインイベントで亜利弥'にチョークスリーパーで一本勝ちしたあと年内での現役引退を表明。12月17日のJEWELS 11th RINGで過去2戦2敗の佐々木絹加とパウンドありの特別ルールで対戦し、3-0の判定勝ちを収め有終の美を飾った。

## 戦績

### 総合格闘技
| 総合格闘技 戦績 | 総合格闘技 戦績 | 総合格闘技 戦績 | 総合格闘技 戦績 | 総合格闘技 戦績 | 総合格闘技 戦績 | 総合格闘技 戦績 |
| --------------- | --------------- | --------------- | --------------- | --------------- | --------------- | --------------- |
| 17 試合         | (T)KO           | 一本            | 判定            | その他          | 引き分け        | 無効試合        |
| 11 勝           | 2               | 3               | 6               | 0               | 0               | 0               |
| 6 敗            | 0               | 2               | 4               | 0               | 0               | 0               |

| 勝敗 | 対戦相手     | 試合結果                         | 大会名 | 開催年月日     |
| ○    | 佐々木絹加   | 5分2R終了 判定3-0                | JEWELS 11th RING                                                                                                | 2010年12月17日 |
| ○    | 亜利弥'      | 1R 1:51 チョークスリーパー       | JEWELS 10th RING                                                                                                | 2010年10月10日 |
| ○    | 杉山しずか   | 5分2R終了 判定3-0                | JEWELS 7th RING                                                                                                 | 2010年3月19日  |
| ○    | イ・ハンソル | 5分2R終了 判定3-0                | DEEP&CMA大感謝祭!                                                                                               | 2009年11月10日 |
| ×    | 赤野仁美     | 2R 4:17 ストレートアームバー     | JEWELS 4th RING                                                                                                 | 2009年7月11日  |
| ○    | まゆ         | 1R 0:16 KO（スタンドパンチ連打） | JEWELS 3rd RING                                                                                                 | 2009年5月16日  |
| ×    | 佐々木絹加   | 5分2R終了 判定                   | 格闘王国ミニLIVE in サマフェス!! '08                                                                            | 2008年8月6日   |
| ○    | 超弁慶       | 5分2R終了 判定2-1                | SMACKGIRL WORLD ReMix TOURNAMENT 2008 準決勝戦                                                                  | 2008年4月25日  |
| ○    | HARI         | 1R 3:06 アキレス腱固め           | SMACKGIRL 7th ANNIVERSARY 〜STARTING OVER〜                                                                     | 2007年12月26日 |
| ○    | HARUMI       | 1R 0:35 チョークスリーパー       | SMACKGIRL-F 2007 〜The Next Cinderella Tournament 2007 開幕戦〜                                                 | 2007年3月11日  |
| ×    | 端貴代       | 5分2R終了 判定0-3                | SMACKGIRL 2006 〜極女伝説〜                                                                                     | 2006年11月29日 |
| ×    | 中村さくら   | 5分2R終了 判定0-3                | SMACKGIRL 2006 〜頂女決戦〜 【The Next Cinderella Tournament 2006 ミドル級 準決勝】                             | 2006年6月30日  |
| ○    | 佐藤瑞穂     | 1R 2:16 TKO（3ダウン）           | SMACKGIRL-F 2006 〜The Next Cinderella Tournament 2006〜 【The Next Cinderella Tournament 2006 ミドル級 1回戦】 | 2006年5月3日   |
| ○    | 杉本由美子   | 5分2R終了 判定3-0                | SMACKGIRL 2006 〜女神降臨〜                                                                                     | 2006年2月15日  |
| ○    | 立分結       | 5分2R終了 判定3-0                | SMACKGIRL 2005 〜最軽量記念日〜                                                                                 | 2005年11月29日 |
| ×    | 佐々木絹加   | 5分2R終了 判定0-3                | SMACKGIRL-F 2005 〜今年もやるぞ!スマックF祭り〜 【The Next Cinderella Tournament 2005 -59kg級 1回戦】           | 2005年4月29日  |
| ×    | 八木淳子     | 1R 1:14 フロントチョーク         | SMACKGIRL 〜Starting Over〜                                                                                     | 2001年5月24日  |